# Система лічби, мір і ваг ацтеків
Система лічби, мір і ваг ацтеків — система вимірювання відстаней, площ, об'ємів і ваг, що застосовувалася в Ацтекській імперії. Заснована була на розмірах людського тіла та 20-ричній системі числення. Застосовувалася для підрахування виплати податків і данини, розрахунку війська та подарунків тлатоані, астрологічних досліджень.

## Лічба
Була заснована на 20-ричній системі. Її основою були цифри, що позначалися рисками, крапочками, фігурками прапорців, дерев і торб, — 1, 20, 400, 8000. Числа від 1 до 19 зображувалися крапками або іноді пальцями. Число 20 зображувалося прапорцем; 400 (тобто 20 х 20) — знаком, який виглядав як перо або дерево чи піраміда; 8000 (20 х 20 х 20) — гаманцем або прикрашеною китицями торбою.

## Відстані та довжина
Основою вимірювання відстаней між обома об'єктами був тлалкуауітль (tlalcuahuitl), який дорівнював бл. 2,5 м. Уся довжина вимірювалася з огляду на розміру сільсьгосподарських полів та розмірів рук й ніг.
- Matlacicxitla = 2,786 м
- Maitlneuitzantli=2,508 м
- Tlalcuahuitl=2,508 м
- Niquizantli=2,090 м
- Maitl=1,672 м
- Cenequeztzalli=1,60 м
- Mitl=1,254 м
- Yollotli=83,59 см
- Ahcolli=77,5 см
- Ciacatl=72 см
- Tlacxitl=69,65 м
- Molicpitl=41.80 cm
- Matzotzopaztli=38,6 м
- Omitl=33,44 см
- Xocpalli=27,86 см
- Macpalli=20.9 см
- Canmiztitl=18 см
- Centlacol icxitl=13,93 см
- Mapilli=1,74 см

Крім того використовували такі одиниці довжини — cemmitl=1.25 м, cemmatl=1.5 м, cenyollotli=1 м, cemacolli=0.83 м, cemomitl=0.5 м.

## Вага
Основною одиницею була тамеме, що походила від слова тламама, тобто носильник. Відповідно тамеме дорівнювалася вазі, яку він міг пронести 1 день. Звідси походили інші вагові значення.
- Tameme =23 кг
- Tlacopintli = 68,5 кг
- Xiquipilli=800

## Об'єм (рідини та сипучих матеріалів)
Стосовно цієї системи менш відомостей. Водночас плутанину вносить наявність декількох засобів визначення об'єму: у Теночтітлані, Тескоко та у віддалених областях.
- Centlachipinilli=10 мілілітрів
- Cempopolli=20 мілілітрів
- Cemixcolli, Cemacuáhuitl, Cenxumatli=15 мілілітрів
- Centlalololli=50 мілілітрів
- Centlamapictli, Centlamatzolli=70 мілілітрів
- Acalli, Cencuauhacalli=27 л
- Cemchiquihuitl=28 л
- Cuexcomatl=110 м3 — 330 м3